# Life's a Beach
Life's a Beach is het enige album van de Nederlandse band Leaf.
Het album werd in eerste instantie in eigen beheer uitgebracht maar verscheen op 16 november 2007 opnieuw toen de band een platencontract bij 8ball Music had gekregen. Van het album werden drie singles uitgebracht: de hitsingle Wonderwoman (ook bekend als Why's My Life So Boring), het eveneens (zij het minder) succesvolle New Song en het geflopte Motherfucker.

## Tracklist
1. Wonderwoman
2. How About This Life
3. Motherfucker
4. July
5. Charme on Request
6. New Song
7. You & Her
8. Growing Up
9. Hide & Seek
10. Song for the Restless
11. Oh No No No
12. Music